# Персийски килим
Персийският килим (на персийски: قالی ايرانى, فرش ايرانى – фарш-е ирани или гали-йе ирани) е вид ръчно изработено текстилно изделие, символ на персийската култура, със запазени до днес древна технология на тъкане и изкусен дизайн.
Използва се за битови, декоративни и ритуални цели. Изработката е ръчна, материалите са естествени (вълна, памук, коприна), багрилата са растителни, минерални или от насекоми. Килимът е плътен, с мъхеста повърхност и се отличава с голяма здравина и трайност на цветовете. Произвежда се в Иран и в региони, принадлежали на Персийската империя. Различните местни традиции на етническите групи, населяващи тези територии, допринасят със специфичната си художествена украса за многообразието на багрите и рисунките. Традиционното килимарско изкуство на иранските провинции Фарс и Кашан е включено в Представителния списък на нематериалното културно наследство на човечеството на Организацията на обединените нации за образование, наука и култура (ЮНЕСКО). 

## История
Килимарството е занаят с древни корени и се смята, че първите килими са били гладко тъкани. С течение на времето се появяват нови техники, една от които е тъкане чрез връзване на нишки около основата. Килимите от персийски тип се изработват чрез тази техника. Времето на възникването ѝ не е известно, но е намерен археологически артефакт, наречен Пазъръкски килим, който доказва нейното използване в продължение на не по-малко от 2500 години.

### Доислямски период
Техниката на тъкане съществува в древна Персия от 5-о хилядолетие пр.н.е. Големи текстилни образци от онова време не са запазени и за съществуването на изделия от този вид се съди по техните изображения върху други археологически находки (керамични съдове, медни предмети) и по намерените при разкопки текстилни фрагменти.
Данни за древността на персийските килими има и в писмени източници. За първи път за тях споменава Ксенофонт (5 – 4 век пр.н.е.) в книгите си „Анабазис“ и „Киропедия“. Според него персийските царе от династията на Ахеменидите използват меки мидийски килими, достойни за скъпоценни дарове.

#### Пазъръкски килим
Най-древният образец, който носи характеристиките на персийски килим, е намерен през 1949 г. при разкопките на пазъръкските могили в Алтай. Радиовъглеродното датиране установява 5 век пр.н.е. като време на неговото създаване. Според откривателя му, съветския учен Сергей Руденко, килимът е свързан с персийската династията на Ахеменидите. Днес няма единно становище за произхода на килима. Наред с иранската версия, съществува предположение за неговото изработване в Средна Азия, през която са се осъществявали връзките на древните алтайци с Персия. Не се изключва и хипотезата, че това е копие на персийския оригинал, изработено от самите номади.
Килимът е изцяло от вълна, с голяма плътност, дебелина 2,4 mm и размери 183x200 cm. Изработен е със симетричен двоен възел, който и днес се използва при тъкане на персийските килими. Броят на възлите на един квадратен дециметър е 3600, общият брой на възли е над 1 250 000. Цветовата гама се състои от златистожълто, синьо и червено. Килимът е богато украсен с разнообразни мотиви. На централното поле са разположени 24 фигури, всяка от които представлява съчетание от четири стилизирани цвята на лотос. Полето е обградено с два бордюра – един с изображение на грифони и друг – по-широк, с изображение на 24 елена. На широката ивица, обграждаща цялата централна част, има 28 фигури на конници, половината от които яздят, а останалите вървят до конете. Конете са покрити с килимчета и нямат седло.
Техниката на тъкането, живописната украса и качеството на пазъръкския килим сочат към предшестващата продължителна история на килимарството. Килимът е почти изцяло запазен и се намира в музей Ермитаж в Санкт Петербург.

#### Сасанидската империя
От епохата на Сасанидите (224 – 651) са съхранени значителен брой описания и образци, потвърждаващи съществуването на развитото килимарство.
От литературните източници най-известно е описанието, направено от ислямския историк Ал-Табари, на килим, изобразящ градина с водни потоци, зелени пътеки и пълни с цвят дървета, украсен със скъпоценни камъни и втъкани сребърни и златни нишки. Килимът носи няколко названия, дадени от различни автори – Бахарестан, Бахар-е Кесра, Фарш-е земестани. Огромният килим с размери 27х27 m вероятно е бил използван като подово покритие в голямата зала за приеми на царския дворец в Ктезифон. Предполага се обаче, че той е бил или гладко тъкан, или избродиран, тъй като при такива размери един мъхест килим би тежал над два тона. Килимът става плячка на арабските завоеватели, които го нарязват на парчета и разпределят помежду си като трофей.
При археологическите разкопки на древната столица на Партското царство Хекатомпилос (на старогръцки: Ἑκατόμπυλος; на персийски: صددروازه – Саддарвазе), днес носеща името Шахр-е Гумес (на персийски: شهر قومس) (провинция Семнан), в културния слой, отнасящ се към времето на Сасанидите, са намерени многобройни текстилни фрагменти, включително части на мъхести килими. Видът и качеството на фрагментите се различават от описанията на царските килими – преждата, техниката на връзване на нишките, изображенията (животни, ловни сюжети) са относително груби. Мъхести са и двете повърхности, вероятно за по-добра топлоизолация от студения под. Смята се, че такива килими са изработвани от номадските племена за практически нужди.

### Ислямски халифати и монголски период
Ислямизацията на Персия започва след нахлуването на арабите през 641 г. и унищожаването на Сасанидската империя. Информация за персийските килими през първите столетия на ислямския период в значителна степен се основава върху писмените източници на арабските историци и пътешественици. Те първи съобщават за използване на килими като подово покритие. Според тези източници по време на халифатите килимите се изработват от номади или дребни занаятчии. В географското описание „Худуд ал-Алам“ от 10 век за мястото на тяхното изработване се сочи Фарс.
Образци от това време са намирани при разкопките в Египет, Сирия, Ирак. Находките са със симетрични възли и се отнасят към 9. – 11. век. В Музея за азиатското изкуство на Сан Франциско (САЩ) се намира изцяло запазен малък килим (168 x 89 cm) от 8. – 9. век, който е изработен със същия вид симетрични възли. Датирането му е осъществено чрез радиовъглероден анализ. Съществуват експонати в музейни и частни колекции, които са изработени с техника, различна от връзването със симетрични или асиметрични възли. Анализът на техния дизайн сочи към персийски произход и периода 9. – 10. век.
Намирането на образци персийски килими в Египет и дори в Китай, където според китайските източници те достигат през 8 век, е свързано с търговските връзки с тези територии. Износът в Египет съществува и по време на династията на Селджуките (1040 – 1118). През този период се развива отделна тюрко-персийската традиция на килимарството. Нейните особености се свързват преди всичко с украсата на килимите и съвместяването ѝ с предходните традиции, но не се изключва да е повлияна и техниката на изработването.
От периодите на монголското ханство (Илханат (1256 – 1335)) и Тимуридите (1370 – 1507) не са намерени образци или фрагменти на килими. За тяхното използване и външен вид се съди по илюстрациите в персийските ръкописи от това време и по съобщенията на европейците, посещавали резиденциите и дворците на хановете. Един от тях – посланикът на краля на Кастилия Енрике III при двора на Тимур през 1403 – 1405 г., пише, че подовете в двореца в Самарканд навсякъде са покрити с величествени килими.  Посланикът на сената на Венеция, изпратен в Табриз през 1473 г., няколко пъти споменава в своите доклади за великолепните килими в двореца, някои от които били копринени. В миниатюрите от Тимуридския период изобразените килими са с геометрична украса върху симетрично подредени участъци с еднакъв размер. Рисунките са осмоъгълни фигури, звезди и розети, а бордюрът е украсен с низове знаци, подобни на куфическа калиграфия.

### Сефевиди
Династията на Сефевидите (1501 – 1732) се свързва с разцвета на персийското изкуство и в частност на килимарството. Шахският двор покровителства изработването на килимите и придворните художници вземат участие в създаването на живописната украса. Възникват шахски работилници, множат се селските станове. Килимите се изработват не само по поръчките на двора, но и за търговски цели. Производството се развива благодарение на появата на нови местни и вносни материали и багрила, стимулирано е също от голямото търсене и новите пазари извън страната. От това време няма запазени образци на номадските килими. Предполага се обаче, че те са съществували, тъй като техните изображения присъстват в илюстрациите на ръкописите.
Големият брой сефевидски килими, съхранявани в музеите по света, позволява проследяването на историята на тяхното развитие. През ранния период те наподобяват килимите, изобразявани върху миниатюрите от тимуридската епоха. При някои образци се появяват медальони, които бележат прехода към по-късния вид украса, при който геометричните фигури отстъпват на изображенията на цветя и животни, а куфическите орнаменти на бордюрите се заменят с арабески и извити филизи.
През епохата на Сефевидите върху килимите се възпроизвежда богатата украса, разработена от шахските художници за украсяване на книгите. Живописният стил, при който правите линии, характерни за предшестващия период, се заменят с криволинейни мотиви, изисква по-сложна система на тъкане. Такива килими, наситени с разнообразни и преплитащите се фигури върху полето и бордюрите, трудно могат да се създават върху килимарския стан по „памет“. Днес при тъкане на персийския килим украсата, съчинена от художник, се пренася с помощта на специални шаблони. Не е известно каква техника са използвали сефевидските майстори, но резултатът на тяхната работа се оценява като „революция на дизайна“. 

#### 16 век
През 16 век килимите са с качество, което ги превръща в ценни дарове. Шах Тахмасп I подарява на Баязид (избягалия в Иран син на османския султан Сюлейман I) килими на майсторите от Керман и Кашан, които имат втъкани златни нишки. В Кашан, Хамадан и Хорасан се произвеждат копринени килими. Килимите започват да стават търговска стока и се изнасят за Индия и чрез пристанищата на Персийския залив. Някои от тях съдържат участъци с надписи, сочещи мястото на изработването им, датата и майстора. Те помагат да се определи географията на килимарството в Иран и особеностите, присъщи на различните региони.
В музеите по света са представени образци на няколко вида килими от 16 век. Те са групирани както според географския си произход, така и по художествения стил и използваните материали.
- Ирански северозападни медальонни килими
 Към тази група спадат около 30 запазени килима. При повечето от тях възлите са от вълнени влакна, основата е памук, вътъкът е памук или вълна. Украсени са с един централен медальон, а полето около него е запълнено с повтарящите се мотиви. Най-известен е килимът от музея „Полди – Пецоли“ в Милано. При него полето е запълнено с ловни сцени, а в центъра на медальона има надпис с дата, която се чете като 1522 – 1523 г. или 1542 – 1543 г. Друг дизайн на полето, по-характерен за групата, е повтарящият се мотив от увиващите се филизи и раздвоени листа.[11][17]

- Килими с копринена основа
 Тази група се състои от голям брой образци, обединени в нея поради общия дизайн. За тях е характерна много фината изработка с голяма плътност на възлите, използването на скъпи материали (освен копринената основа се включват сребърни и златни нишки), изящната рисунка и богатството на багри. Предполага се, че са били произвеждани е в градовете Тебриз, Кашан, Казвин и Херат, а периодът се свързва с целия 16 век.[11][17]

- Кашански копринени килими
 Това са 20 килима, които са изработени изцяло от коприна. Украсата им се състои от разнообразни по форма медальони и фигурни елементи, които наподобяват художествената изработка на шахските книги от това време. Периодът на тяхното създаване е от 1540 г. до края на века. От големите експонати най-известен е ловният килим, който се намира във Виенския музей за приложно изкуство. При него в полето около централния медальон са изобразени конници, които преследват животни на фона на цъфнали растения. Килимът допълнително е украсен със сребърен и златен брокат. Аргументите за определяне на географската принадлежност на тази група килими са развитото производство на коприната в Кашан и фактът, че и през 17 век в града се произвеждат луксозни килими от скъпи материали.[11][17]

- Хератски килими
 През епохата на сефевидите Херат принадлежи на Персия и в града се развива килимарство. Хератският вид включва голям брой както запазени килими, така и части от тях. Произвеждани са от около втората половина на 16 век до началото на 17 век. Тези килими се смятат за предшественици на индийско-персийската група килими, изработвани през 17 век. При хератските килими полето обикновено е запълнено със симетрично разположени увиващите се филизи, листа и стилизирани палмови листа (палмети). В някои случаи към флоралния фон се добавят изображения на животни и птици, а от палмети и цветя се правят сложни композиции. Обикновено централното поле е в червен цвят, а главният бордюр, също запълнен с цветни мотиви, е тъмнозелен. Най-фините образци на хератските килими са с копринена основа, другите, макар и с подобен стил, дизайн и багри, са с основа от вълна, коприна или памук, понякога смесени заедно – особеност, рядко срещана другаде. В групата има килими с брокат и фрагменти с изящни рисунки и много фин мъх, вероятно от кози косми. При хератските килими се наблюдава йерархия по отношение на изработката. Нивото на килима се определя от неговото предназначение, при което има килими с един и същ дизайн, но с различно качество на тъкане и използвани материали.
 Най-известният представител на хератската група е „Императорският килим“ (основа и вътък от коприна, асиметрични възли от вълна). Това всъщност е двойка килими, един от които се намира в Музея за приложно изкуство във Виена, а другият е в Метрополитън, Ню Йорк. Предполага се, че е подарък от руския цар Петър Велики за император Леополд I, поднесен през 1698 г.[11][17][22]

- Килими „Сангушко“ 
 Групата носи името на полските благородници Сангушко, чиято колекция от персийски килими притежава най-забележителния килим от този вид. Те се отличават от другите сефевидския килими с пищната си украса и използваните багри. Освен килими с флорални мотиви, симетрично разположени около централния медальон, съществуват експонати, при които рисунката има направление, като орнаментите са насочени от единия край на килима към противоположния. Има килими, при които полето и основният бордюр се запълват с популярните в книжните илюстрации конници, битки между животни, бойни камили, противостоящи пауни. Човешките фигури се намират и в централното поле, и в малките заоблени медальони на широкия бордюр. Някои от тях се асоциират с персонажите от персийската литература от това време, други изобразяват ангелите в рая. Пространството между малките медальони на бордюра запълват животни, дракони, феникси. 
Един от най-известните образци на килими „Сангушко“ е представен в музея „Михо“ (Киото). За време на неговото създаване се приема граничният период между 16 и 17 век. Основание за това датиране е приликата на изображенията върху него с фреските от базара в град Керман, върху които има изписана 1596 г.[11][17][23]
 При килимите от тази група основата е от памук, за вътък се използва вълна или коприна. Разнообразието на килимите предполага, че не са произвеждани само в един килимарски център. Като възможно място за тяхното създаване се посочват градовете Кашан, Язд, Керман и Казвин.

#### 17 век
През 17 век персийският килим се превръща в търговска стока и това води до значителна промяна в неговото производство. Броят на запазените образци от този период почти десетократно надвишава количеството им от предходния век, като повечето от тях са намерени в европейските страни. Интензивната търговия с персийските килими се осъществява от холандски, британски и португалски компании чрез пристанищата на Персийския залив. В тогавашната столица на страната Исфахан и в другите градове се създават шахски килимарски работилници, които не се ограничават само с дворцовите поръчки – произвеждат се килими и за износ в Европа и Индия. Освен в Исфахан и в разпръснатите по селата около него над хиляда занаятчийски станове килимарството процъфтява в Кашан, прочут с килимите си от коприна и златни нишки, Керман, Тебриз, Систан. Освен количествения ръст на производството през този век се наблюдава и промяна в дизайна: губи се връзката със стила на книжната илюстрация, а фигурите отстъпват на изцяло флоралната украса. Килимите от този период са обединени в няколко групи в зависимост от вида на рисунката и използваните материалите.
- Килими „Полонез“ (Polonaise) или „полски“ килими
 Според някои изследователи названието им произлиза от приликата на една от шарките с полския герб. [17] Според други те се наричат полски, защото първата европейска страна, в която се появяват килимите от този вид, е Полша. От Полша те се разпространяват през 19 век в другите страни на Европа и там се приема, че те са от полски произход.[24] Днес, макар със сигурност да е установено, че мястото на производството на тези копринени килими е Исфахан, първоначалното им название е запазено. То отразява и факта, че на европейците са били подарявани или продавани луксозни килими. Запазените килими са намерени не в Иран, където са били интензивно използвани, а в Европа, където са съхранявани от притежаващите ги богати семейства като ценен предмет на изкуство. Рисунката на повечето представители на този вид килими е изцяло флорална. Образците, съхранили своя първоначален вид, са лъскави и много ярко оцветени. Допълнителен блясък придават участъците със златен и сребърен брокат. Памучната основа на края на килима се маскира с дълги ресни от блестяща коприна.
 Производството на този вид килими започва в края на 16 век, по време на царуването на шах Абас и продължава до втората половина на 17 век. Групата на килимите „Полонез“ се състои от голям брой (над 200) образци, но по-голямата част от тях е в много лошо състояние. Килимите са практически изтъркани до памучната основа, коприната се разсипва на прах, металните нишки са загубили своя блясък. Образци на „Полонез“ могат да се видят в Националния археологически музей в Мадрид, в съкровищницата на Мюнхенската резиденция. Към групата спада и килимът за коронации в замъка Росенбор в Копенхаген, собственост на датското кралско семейство.[11][17][24][25]

- Килими „Ваза“
 Килимите получават своето название от няколко известни експоната, при които в сложната флорална рисунка са включени вази. Основният критерий обаче, по който килимите се обединяват в тази група, е техниката на тяхното тъкане. При тях основата е памучна, вътъкът е вълна и памук или коприна, възлите се връзват с вълнени влакна (т.е. килимите са с вълнен мъх). След всеки ред възли три пъти се минава с вътък, като първият и третият вътък са вълнени, а междинният е памучен или копринен. Различното им натягане води до ефекта на „двойна основа“, при което едните нишки на основата почти лягат под съседните.
 Килимите от тази група са с богато оцветяване и разнообразен дизайн: сложни комбинации от цветя и лози; редици животни и растения, насочени към единия край на килима; симетрично разпределени арабески; класически медальони. Групата включва и килими-градини с изображение на водни потоци (в проекция поглед отгоре), заобиколени от дървета и цветущи храсти (в проекция поглед отстрани).
 С килимите от този вид е известен преди всичко град Керман. Единствен документален източник за датата на създаване на килим тип „Ваза“ притежава експонатът, който няма нейното изображение в своята украса. Това е килимът в Централния музей на град Джайпур, столицата на щата Раджастан в Индия, който носи първия си инвентарен етикет с означение 1632 г. Предполага се, че производството на килимите тип „Ваза“ започва от края на 16 век, по време на шах Абас I, и продължава до 18 век, след края на сефевидския период. [11][17][26][27]
- Индийско-персийски (индийско-исфахански) килими
 В началото на 17 век започва производство на голям брой килими, имитиращи хератската група от 16 век. Подобно на оригинала, централното поле на килимите е с тъмночервен цвят, бордюрът е тъмнозелен, но украсата е по-семпла. Основата на тези килими е памучна и се предполага, че индийско-персийските килими представляват адаптация на хератския дизайн за комерсиални цели. Изнасяни са в големи количества за Европа, предимно за Португалия, а също за Холандия, Белгия и Люксембург. Техните изображения могат да се видят на много картини на холандските и фламандските майстори от около 1615 г. до 18 век. За произхода на тези килими още се спори, но от средата на 1980-те години почва да надделява становището, че страната на произхода им е Персия, а градът е Исфахан.[11][17][28]

През първите десетилетия на 18 век започват войните на съседните държави с Иран, в резултат на които сефевидската империя губи голяма част от своите територии. Руската армия на Петър Велики завзема иранския Кавказ (Дербент, Шеки, Баку) и южното крайбрежие на Каспийско море (Мазандаран, Гилян, Голестан), афганските армии стигат до Исфахан, Отоманската империя анексира северозападните области. 1736 г. бележи края на сефевидската епоха.

### Афшариди и Зенди
Основателят на династията на Афшаридите Надир Шах наследява Сефевидите през 1736 г., като успява отново да обедини Иран. Династията съществува до 1796 г., но след смъртта на Надир Шах тя управлява Иран само до 1748 г. След това властта на Афшаридите се ограничава със североизточната част на Иран (Хорасан), а останалата част на страната се владее от династията на Зенди (1750 – 1779), чиято столица е Шираз. През целия този период поради военно-политическата нестабилност на страната настъпва стагнация и свиване на производството на килими. Макар че не са намерени образци на изнесените по това време в чужбина луксозни килими, предполага се, че в ограничени количества те все пак са се произвеждали. Съществува достатъчно голям брой писмени съобщения на пътешественици и търговски представители на европейски компании, които потвърждават това и свидетелстват за приемственост и продължаване на традицията на килимарството през 18 век. Производството се премества към кавказките области и североизточен Иран. Килими с традиционен ирански дизайн се произвеждат в районите, които по-късно не са под политическия контрол на Персия. Към тях спадат килимите с флорални мотиви и ловни сцени, но с арменски надписи и дати от 18 век, а също килимите от Херат, града, който става част от Афганистан. 

### Каджари
При управление на Каджарите (1789 – 1925) килимарството започва да придобива черти на индустрия. Измененията в организацията на производството и нарастването му са предизвикани преди всичко от значителния ръст в търсенето, най-съществен през периода до Първата световна война. Появяват се предприемачи, които сключват договори с килимарите и поемат тяхното снабдяване с материали, транспорта на продукцията и осигуряването на пазари. Финансирането на производството в началото става от местни висши чиновници, племенните старейшини или собствениците на тъкачните станове. По-късно, когато местното финансиране вече не е достатъчно за задоволяване на нарастващото търсене, инвестициите се правят от едри търговци, сарафи и европейски вносители. Постепенно все по-съществена роля започва да играе чуждестранният капитал.
Килимите се изработват в манифактури, по селата и от номадите. Те се произвеждат както за вътрешните пазари, така и за износната търговия. Центрове на килимарство има из цялата страна и занаятът активно се упражнява почти във всички провинции. Комуникацията между тях обаче е затруднена поради природните географски бариери и това създава предпоставки за запазването на изконните местни стилове. Традиционният дизайн на килимите, характерен за дадената област или етнос, не се губи въпреки появата на вносни, машинно произведени прежди и синтетични бои.
Килимите, предназначени за търговия, се изработват с различно ниво на качество, което позволява предлагането им да е в ценови диапазон, достатъчно широк, за да се покрият възможностите на повече потребители. 

### Пахлави
Династията на Пахлави (1925 – 1979) е основана от Реза Шах Пахлави, който сваля от власт последния каджарски шах и установява конституционна монархия. През целия 20 век производството на килими в Иран по икономическото си значение отстъпва само на петролната индустрия на страната. В бранша участват както иранските инвеститори, така и много чуждестранни, предимно британски и американски компании.
През 1935 г. е основана Иранската килимарска компания (Iran Carpet Company), която контролира износа на килимите и налага стандарти на тяхното качество. Тя забранява внос на машини за тъкане на килими, прави опис и категоризация на видовете дизайн с цел запазване на авторските права и предпазва по този начин производителите на ръчните персийски килими от машинните им имитации. За да контролира качеството на килимите, компанията създава фабрики за обработка, багрене и предене на вълна. Тя развива не само градските производствени центрове, но и стимулира кооперирането на селските килимари. Изработката на килимите и заплащането на работата стават по договори, които задават техния вид, размер и плътност (брой възли на единица площ). Дизайнът се определя в общи черти и майсторите имат достатъчно свобода за художественото разнообразяване на украсата.
След известно намаляване на износа преди Втората световна война персийските килими успяват да възстановят своите пазари въпреки протекционистките мита, квоти и други търговски ограничения, налагани от страните вносителки. През 1952 г. най-големият пазар на персийските килими е Западна Германия, следвана от САЩ и Швейцария. За Швейцария се изнасят скъпи килими с фина украса, американците предпочитат дебели (по-дълго отрязани влакна на мъхестата повърхност) и по-опростена рисунка.
През периода на управление на втория шах от династията, Мохамед Реза Пахлави, се провеждат големи политически реформи, които ускоряват урбанизацията на страната. Миграцията на населението от планинските райони, където то се е занимавало с овчарство, и включването му в индустриалното производство има за резултат недостиг на вълна за килимите. Намаленото количество на произвежданите килими вече не задоволява търсенето, цените им растат и стават неприемливи за западните вносители. Като резултат килимите с традиционен персийски дизайн започват да произвеждат Индия, Пакистан, а по-късно и Китай. Освен загуба на пазарите промяната на начина на живот на племената води и до почти пълното разрушаване на многовековната номадска килимарска традиция. Към края на 1960-те години се наблюдава и понижаване на качеството на килимите, свързано с по-масово включване на синтетични бои и по-евтини прежди. Износът на килимите силно намалява и поради слабото търсене по време на петролната криза през 1973 г. След 1974 г. отново се забелязва ръст на качеството и съответно на износа на килимите. 

### Ислямска република
Производството на килими и при новото теократично управление продължава да има важно икономическо значение. Килимите са основен експортен продукт на Иран и осигуряват заетост на голяма част от населението. 
Непосредствено след Иранската революция от 1979 г. цените на персийските килими на международния пазар стигат върхови стойности. Една от причините за този ръст е финансовата политика на новото правителство, при която курсът спрямо долара, налаган на експортните стоки, силно надценява местния риал. Ценовите нива са такива, че западните вносители са принудени да закупуват килими от други страни. Износът на килимите от Иран в началото на 1980-те години служи основно като канал за богатите иранци, през който те прехвърлят своите капитали в чужбина. Износът постепенно се възстановява след 1985 г., когато правителството разрешава специални финансови отстъпки за външнотърговските операции с килими.
Повечето образци, произвеждани в прочутите килимарски центрове на Иран (Исфахан, Керман, Наин, Тебриз), са в стила на сефевидската епоха, но към края на 20 век в декоративните композиции на килимите се появяват нови тенденции. През 1992 г. в Техеран се провежда „Голяма персийска конференция и изложба“ („Grand Persian Conference and Exhibition“). На нея за първи път се представят ръчно изработени персийски килими, които съчетават изконната персийска тъкаческа техника със съвременен дизайн. Оттогава изложбите в Техеран се провеждат всяка година, като по този начин се създава възможност за регулярни срещи между всички участници в килимарския бранш. На тях иранските художници демонстрират килими с нови съчетания на мотиви и цветове, като успяват да запазят и пренесат в днешно време специфичните традиции на луксозното направление на иранското килимарство. Същевременно възраждащият се интерес към килими, оцветени с естествени багрила, насочва търговците към селските и номадските производители, които благодарение на получаваните поръчки възстановяват своя поминък и традиционните местни стилове.
Един от тези стилове представляват килимите Габе, за които в края на 20 век възниква голямо търсене. Този вид ръчно тъкани килими, първоначално изработвани от номадските племена за собствени нужди, се отличава от другите персийски килими с примитивна рисунка и по-грубо връзване. Думата габе (на персийски: گبه) в превод означава суров, необработен, неподстриган. Килимите са с високо подстригани влакна, поради което дебелината им е по-голяма и може да стига до 2.5 cm. За тях се използват ръчно предени прежди и естествени бои. Шарката на килима се състои от относително едри геометрични фигури, често правоъгълни, някои от които съдържат фигури на животни. Багрите са ярки (жълто, червено), но когато разцветката на килима включва големи участъци, плътно боядисани с един цвят, се забелязва неговата нехомогенност. Тази особеност се нарича абраш. Габе са с ниско ниво на тъкане и сред персийските килими те са най-евтини. Достъпността на цената и близките до модерното изобразително изкуство минималистична естетика и абстрактни композиции привличат широк кръг съвременни потребители. Интересът към килимите Габе стимулира тяхното производство и в някои номадски племена майсторите килимари работят изключително за износ. Индия скоро се намесва на пазара и започва да произвежда копия на тези килими, но персийският и индийският килим Габе се различават по качеството на използваната вълна, която при персийския вариант е много по-мека. Персийският вариант също така е по-качествено изтъкан и е много по-здрав и траен.

## Изработване

### Материали
В повечето персийски килими основно се използва овча вълна. Нейното качество зависи от породата на животните, региона, където те се отглеждат, климатичните условия и качеството на пашата. Значение имат също и местните обичаи за времето и начина на стригане на овцете и обработката на вълната. Различните участъци на овчата кожа дават различно качество на вълната. По-качествената вълна се добива, когато стрижбата на овцете се провежда през пролетта. Най-ниско качество се получава при химическото отделяне на вълната от мъртво животно. За висококачествената вълна, която в Иран има специално название курк или корк, се използва вратът на овцата. В съвременното производство на килими недостигът на местната вълна се компенсира с вносното мерино. Номадите използват също камилска и козя вълна.
Памукът се използва за основа и вътък. Памучните нишки в сравнение с вълната издържат повече на опъване, което е важно предимство при натягането на основа. От края на 19 век се използва химически третиран с натриева основа памук, който има повишена здравина и блясък.  Понякога такъв памук служи като заместител на коприната.
Коприната като скъп материал се използва при тъкане на представителни килими. Копринените нишки имат здравина спрямо натягане и се използват за основа. Копринените влакна се използват също за мъх, когато определени елементи на декора трябва да изпъкнат. Висококачествени килими с изцяло копринен мъх се правят в Кашан, Наин, Кум (град) и Исфахан. Те са много фини, с къс мъх и изтънчена украса. Тези килими не са издръжливи на механично въздействие и обикновено се използват като гоблени или калъфи на възглавници. Копринените буби се отглеждат и обработват от селяните на провинциите Гилян, Мазандаран и Исфахан. Предлаганата за килими коприна има три степени на качество. Най-фината е предназначена за изработката на мъх, средната е за нишките на основата, а най-грубата се използва за вътък.

#### Предене
За изработване на персийските килими се използват както ръчно, така и машинно предени прежди. При ръчното предене за изтеглене на единичната нишка традиционно се използва хурка, а за пресукване на две или повече нишки се работи с чекрък. За качеството на преждата има значение посоката на усукването на нишките и в зависимост от нея се различават ляв сук (означава се с буквата „S“) и десен сук (означава се с буквата „Z“). В Иран при ръчното предене единичната нишка обикновено се изтегля със Z-сук, а пресукването става със S-сук. При почти всички видове персийски килими се използва прежда от тези два вида.

#### Багрене
До края на 19 век персийските килими се оцветяват с багрила от растителен и минерален произход. Широко се използва червената боя, получена от насекоми. От растенията се приготвят и веществата, които увеличават способността на влакна да поемат боята и фиксират цвета. Традиционният процес на багрене на вълнената прежда се предшества от нейното неколкократно промиване в смеси от сапун и сода, при което се премахва замърсяването и част от мазнината. Влакното не бива напълно да се обезмаслява, за да не стане чупливо. След промиването вълната се потапя във фиксатор.
Преди навлизането на изкуствените анилинови бои изборът от багри е относително ограничен. Той се състои от няколко основни цвята, а най-широко използваният е червеният. За него се използват корените на растението брош (Rubia tinctorum) и в зависимост от вида на фиксатора, качеството на преждата, възрастта на самото растения, сезона, когато е брано, и други фактори с тази боя се получават различни нюанси. Друг вид червена боя се прави от изсушени насекоми (Kermococcus vermilio, Porphyrophora hamelii), които са разпространени в Северна Персия и Армения. От минералните бои за червен цвят се използва цинобърът.
Синята боя се извлича от ферментиралите листа на растението индиго (Indigofera tinctoria).
За жълта боя се използва растението жълта резеда (Reseda luteola). Тя е особено ефективна при коприната. Друг източник на жълтото багрило е шафранка (Carthamus tinctorius), която широко се култивира в Иран. Екстрактът от нейните венчелистчета в съчетание с други вещества дава цветови диапазон от светложълто до оранжево. Жълта боя се получава също от есенни лозови листа, корите на нар, куркума, сумах и шафран.
Различни оттенъци на кафяво и бежово се получават от корите на зелени орехи (Juglans regia) и от дъбова кора. Черният цвят се получава от дъбови шикалки, а от сместа на индиго и къна влакната стават блестящо черни. В Балучестан тъмната или естествено черната вълна се обработва допълнително с железен оксид, при което се получава дълбок черен цвят.
В повечето ирански градове професионалните бояджии на прежди са мъже и техните тайни рецепти се предават от баща на син. В отдалечените селища и при номадите багренето се прави от жени. Освен цветя, кори, семена и други растителни съставки те използват за ферментиране също урината и фекалиите на крави и коне и така постигат по-специални оттенъци. Своите умения и опит те предават на дъщерите и снахите си.
При килимите, за които се използват прежди боядисани с естествени багрила, понякога се наблюдава неравномерност на оцветяването. Отклонението в оттенъка на един цвят се наричат абраш. Абраш е характерен за килим, изработен от един човек, който сам подготвя материалите и тъче сам. Такива майстори нямат възможност наведнъж да приготвят големи количества прежда, необходима за целия килим. Те боядисват малки партиди тогава, когато свърши преждата с нужния цвят. При използване на естествени багрила не е възможно точно да се възпроизведе същият цвят и затова новоизтъканите редове се получават с друг оттенък. Абраш се наблюдава при килими, изработени от селски или номадски тъкачи, и се оценява като знак за тяхната автентичност. При фабричните килими абраш може да се въвежда преднамерено, като предварително се планира дизайн с цветова нехомогенност.
Днес килими с висока художествена стойност се създават също и с прежди, боядисани с качествени изкуствени бои. За разлика от тях, първите синтетични бои, които се появяват в Иран, се оказват много нетрайни срещу действието на светлината и влагата. Качеството на килимите, боядисани с тях, е толкова ниско, че каджарският Насреддин шах, а след него и Мозафареддин шах се опитват чрез закони и данъци да ограничат тяхното използване.) Съвременните бои, които предлагат много широка палитра от багри, са с такова качество, че тяхното използване в персийските килими може да се установи само чрез химически анализ.

### Техника на тъкане и структура
Персийските килими се изработват на станове, които са хоризонтални или вертикални. Хоризонталните станове обикновено са захванати към земята и са по-примитивни като конструкция. Този вид станове се предпочитат от номадите, тъй като могат бързо да се демонтират и лесно да се транспортират. В селските работилници за килими и в градските манифактури се тъче на вертикални станове. При тях горната и долната греда са закрепени на два вертикални стълба или са фиксирани в стените на работното помещение. Ширината на килима се определя от дължината на тези хоризонтални греди. На горната греда се закачат кълбетата с боядисаната прежда. 

#### Общ процес
Работата по килима започва, след като върху стана се натегнат нишките на основата и се минат няколко реда вътък. Първата редица от възли се прави по цялата ширина на килима. Всеки възел обикновено се прави около две нишки на основата. По-нататък възлите се правят, като се избират влакна с цвят, определен от шарката. Възлите се фиксират по местата си с един или повече вътъка. От вида на възлите и от това, колко пъти се минава с вътък, до известна степен се определя структурата на килима. След като се направят няколко поредиците от възли и вътък, те се уплътняват със специален гребен. Дългите краища на завързаните влакна периодично се режат. Това, което остава от тях, образува мъхестата повърхност на килима. Този мъх се скъсява допълнително след завършване на целия процес. Страните по дължината на килимите се обработват, като няколко нишки на основата се обшиват или увиват с подходяща прежда така, че да се образува ръб. Горният и долният край на килима имат тесни, гладко изтъкани участъци. Те често свършват с ресни, които са продължение на нишките на основата, но могат да бъдат украсени и с различни сплитания или добавени ресни.
Много от килимите, и особено тези със селски или номадски традиционен дизайн, се изработват без предварително зададена рисунка и нейното разпределение по полето. При големите килими със сложен дизайн тъкачите използват шаблони. Шаблоните се създават от специално обучени художници. Целият дизайн са нанася върху карирана хартия, квадратчета са оцветени и всяко едно от тях съответства на един възел на килима. Преди съществуването на готова разчертана хартия килимът първо е бил рисуван и оцветяван и след това се нанасяла мрежата от квадратчета. Готовият шаблон се нарязва на хоризонтални ивици, които удобно се наместват пред тъкача.
Съществува и алтернативен подход, когато като модел се използват неголеми изтъкани мостри с части на полето и бордюра. Този начин е по-скъп и отнема повече време, но е достатъчно ефективен. Той дава по-добра представа за вида на рисунката и подбора на цветовете, в резултат на което се избягват скъпоструващите грешки. Изтъканите модели имат и предимството да са по-трайни от хартиените шаблони.
На края на процеса, след като килимът е изцяло изтъкан, се прави окончателното скъсяване на мъхестите влакна. Това е завършваща процедура и тя се изпълнява от опитен професионалист. За целта се използват специални ножици или остър нож. Процедурата е много деликатна, тъй като има една оптимална дължина на влакънцата на мъха, която трябва да се постигне. По-дългите влакънца и съответно по-висок мъх „размиват“ очертанията на декоративните елементи на повърхността на килима. Твърде късото подрязване на мъха може да доведе до прозиране на основата. В този случай килимът не само не изглежда добре, но и бързо се износва.
След свалянето на килима от стана той се изпира. Понякога към миещото средство се добавят допълнителни химически вещества, които променят оттенъка на багрите и привидно състаряват килима. Това се прави с търговска цел, тъй като старите килими се ценят повече от новите. Има още една процедура, която служи за същата цел. Завършеният килим се потапя в баня от чаени листа и орехови люспи, в резултат на което мъхът придобива златист оттенък, характерен за старинните килими. 

#### Видове възли
В персийските килими за създаване на мъхестата повърхност се използват основно два вида възли. Единият, който се казва турски или „Гиордес“, е симетричен. Другият е асиметричен и се нарича персийски или „Сене“. Названията на възлите не са директно свързани с географския им произход или използващите ги етнически групи. Двата вида се използват и в Иран, и в Турция, а също в регионите на бившата персийска империя Кавказ и Туркменистан.
При симетричния възел краищата на влакното се протягат над две съседни нишки на основата, всеки край обвива тази, над която е минал, и се измъква между тях. Двата края на влакното в този случай са един до друг. При асиметричния възел влакното първо се увива около едната нишка на основата, след това минава под съседната нишка, така че двата края на влакното се оказват разделени. При асиметричния възел краищата на влакната винаги имат наклон, който може да бъде десен или ляв. С асиметричния възел се постигат плавни, изгънати линии, симетричният възел може да се използва за прави линии. Като цяло обаче качеството на изтъканата рисунка се определя не толкова от вида използвани възли, колкото от майсторството на тъкача.
- Симетричен възел „Гиордес“
- Асиметричен възел „Сене“ (отворени надясно)
- Вариант на възел „Джофти“ (около четири нишки)
- Отместени редове на симетрични възли
- Връзване на нишки, разместени от силно натегнат вътък
- Процес на връзване на асиметричен, ориентиран надясно възел.

Съществува още един вариант на връзване, наречен „Джофти“ (в превод от персийски „двоен“), при който във възела се включват четири нишки на основата. Тази техника изисква по-малко време, спестява половината от необходимата за възли прежди и така намалява цената на крайния продукт. От друга страна, резултатът е по-ниската плътност на влакната на повърхността, която ограничава възможностите за фини рисунки. Двойните възли понякога се използват само за големите едноцветни участъци на килима. Килимите, частично или изцяло изтъкани с тази техника, не са издръжливи на износване.

#### Структура
При класифициране на персийските килими освен художествената страна, принадлежност към дадена епоха и регион се взема предвид и структурата им. Тя се определя от такива фактори като дебелината, вида и начина на усукване на преждата. Структурата на килима зависи също от начина на връзването на възлите и тяхната плътност. Значение има и колко пъти се минава с вътък между редовете с възли и степента на неговото натягане, тъй като по този начин се определя до каква степен ще се разместват съседните нишки на основата. Например, ако нито един вътък не е опънат, тогава основата е плоска и на обратната страна на килима се виждат двете пресечни точки на възела. Ако натягането на единия вътък е по-силно от това на следващия, тогава всяка втора нишка се отмества или потъва и се получават две нива на основата. В този случай от обратната страна на килима едната пресечна точка на всеки възел ще бъде поне частично прикрита.
Структурата на персийските килими е много разнообразна и е специфична за всеки регион или център на производството. Една от известните структури е тази с троен вътък на сефевидските килими от групата „Ваза“. При нея всеки вътък от тройката е с различен вид прежда, а възлите са асиметрични и отворени наляво. Килими с троен вътък се произвеждат и днес, но различията в другите компоненти на тъкането водят до друг вид структура.

## Дизайн, мотиви и орнаменти
През 2016 г. Иран притежава 40 вида дизайн на килими с различен географски произход, 29 от които са регистрирани в Световната организация за интелектуална собственост.

### Поле, бордюр, медальони
Най-разпространеният дизайн на персийските килими се състои от поле, обградено с няколко бордюра. Разпределението на украсата върху полето става по няколко начина. Различават се килими с направление, при които полето е покрито с насочена от един край до другия украса. Такива килими изобразяват живописни картини, портрети или еднопосочно наредени елементи. При килимите без зададено направление по-едрите елементи на украсата могат да се разполагат симетрично спрямо центъра му, а дребните се разпределят по определена схема по цялото поле. При някои килими един и същ мотив се повтаря многократно върху цялото поле. Друг вид дизайн е така наречената „решетка“, която се образува от пресичане на тънки и дълги елементи. Две или три подобни решетки понякога се преплитат в сложни композиции.
Бордюрите често са три, запълнени са с разнообразни мотиви, разграничават се един от друг и от останалото поле с тесни едноцветни ивици. Основният – най-широкият бордюр, е покрит с флорални мотиви, арабески, понякога и с двете, често
е разделен на фигурни картуши. По-тесните бордюри имат по-скромни украшения. Хоризонталните и вертикалните бордюри се пресичат в ъглите на килима и тук е важно да се постигне съгласуването на рисунките, които са върху тях, така че да няма прекъсване на редиците им. Постигането на такъв резултат е възможно при използване на предварително създадени модели или шаблони. При селските или номадските килими, които се тъкат без предварително зададен план, ъглите обикновено не са съгласувани. Тъкачът, като стигне до края на килима, прекъсва рисунката на хоризонталния бордюр и започва вертикалния. По вида на ъглите може да се определи дали килимът е от селски или номадски произход или е фабрична изработка. 
Един от основните и разпространените елементи на украсата е медальонът. Това е фигура, чиито очертания могат да се опишат като кръг, овал, ромб или по-сложна геометрична форма. Медальоните са оформени чрез композиции от по-дребни, симетрично разположени елементи. Големият медальон в центъра на килима понякога е съставен от по-малки. Малки медальони или части от централния се използват за украсата на бордюрите. Понякога върху полето на килима се нареждат на определени интервали няколко медальони, с различен вид и размер. 

### Мотиви и орнаменти
Повърхността на килима се украсява с праволинейни (геометрични) или криволинейни (флорални) орнаменти. Криволинейните мотиви имат закръглени, меки и плавни очертания, често с вид на изгънати филизи или листа. Тяхното изпълнение обикновено е по-сложно. Праволинейните мотиви изглеждат по-резки и ъгловати. Понякога флоралните мотиви се изпълняват с праволинейни форми, поради което изглеждат по-абстрактни или силно стилизирани. Като цяло килимите с геометричен дизайн са със селски или номадски произход, докато по-сложните криволинейни композиции са присъщи на артистичните килими, произвеждани в градските манифактури и разработвани от художници. 
Орнаментите на килимите могат да бъдат съставени от различни елементи :
- Боте – лист с изгънат връх;
- Арабеска – стилизирана завъртулка с раздвоени листа. Бордюрите се покриват с редици от еднопосочни или разнопосочни съседни двойки арабески.
- Картуш – удължени форми, обикновено със заострени издатъци. Бордюрите се украсяват с повтарящите се картуши от един или два вида.
- Палмета – стилизиран като ветрило палмов лист. При бордюрите често се нареждат с противоположен наклон.
- Розета – напълно разцъфнала роза (погледнато отгоре).
- Изгънат лист – тънък и изгънат лист, като вдлъбнатият му ръб е назъбен. Този елемент често се нарича „рибка“.

Сред най-често използваните орнаменти са :
- Хератѝ – на името на град Херат, на който се приписва въвеждането на орнамента. Състои се от розета включена в ромб с палмети по ъглите му. Около тази фигура се нареждат четири „рибки“.
- Минаханѝ – двойна система решетки от виещите се клонки с розети на свръзките.
- Двупосочен трилистник – двойна система от свързани стилизирани трилистници, използва се обикновено за бордюри.
- S-клонки – композиция от една, две или три системи от малки клонки с формата на S, чийто край завършва с растителен мотив. При по-едрите мотиви, по диагоналите на S се разполагат палмети или арабески.
- Шах Абаси – композиции от няколко палмети.

## Класификация

### Номадски килими
Дълго време номадите от различни етноси са тъкали килими единствено за собствени нужди, като по този начин се запазва традицията, присъща на всяко племе. През 20 век обаче начинът на техния живот съществено се променя и става по-уседнал. През 1970-те години традиционното за тях тъкане на килими губи своето значение и почти залязва като занаят. То постепенно се възражда през следващите десетилетия, когато възниква голям интерес към етническото и номадското изкуство и килимите им почват да се търсят.
Номадските килими имат своите особености :
- За основата може да се използва козя вълна, за мъха – камилска;
- Вълната е с високо качество, мъхът е с по-дълги влакна;
- Форматът е малък поради използваните неголеми хоризонтални станове;
- Форматът е с не съвсем правилна форма поради честото сваляне на недовършени килими от становете по време на местене на племето;
- Силно забележим абраш;
- Краищата на килима са с по-широки гладко тъкани ивици.

### Селски килими
Селските килими обикновено пристигат в местен търговски център и се обозначават с неговото название. Само в някои случаи името на селото служи като знак за определено качество. Селските килими могат да се разпознаят по не особено сложната и силно стилизираната украса.
На селските килими са присъщи следните особености :
- По-малък размер, често в рамките на персийската мярка дозар, която няма точни стойности, а е в интервали (130 – 140 cm) x (200 – 210) cm;
- При тъкане не се използват шаблони;
- Рисунките на вертикалните и хоризонталните бордюри не са добре паснати по ъглите на килима;
- В дизайна и в неговите отделни елементи има грешки.

Основата на килимите е по-често от вълна, а не от памук. Дизайнът не е сложен, често има абраш. Върху примитивните вертикални станове трудно се поддържа правилното натягане на основата по време на целия процес на тъкане. Затова тези килими могат да са с неправилни странични ръбове и дори не съвсем плоски. При тях по-рядко се използват ефектите от различното натягане на вътъка. Гладко тъканите краища са по-тесни в сравнение с номадските килими. Начинът на обработката на краищата и ресните понякога указва селището, откъдето произхожда килимът.

### Градски центрове на килимарство
Големи градски центрове за производство на килими има из целия Иран. Известни със своите килими са градовете Тебриз на запад, Керман на юг, Машхад на североизток и разположените в централните части на страната Кашан, Исфахан, Наин и Кум.

- Тебриз от столетия е известен със своите килими. Манифактурите на града изиграват решаваща роля при възраждането на килимарското изкуство през 80-те години на 19 век. Килимарите от Тебриз възпроизвеждат всеки прочут дизайн с вълнен или копринен мъх и основа от вълна, коприна или памук.
- Керманските килими са известни с фино направените възли. Основните им цветове са червено, слонова кост и златистожълто. Медальонът и орнаментите се отличават със своето изящество.
- Машхад произвежда килими със средно качество. Най-фините се тъкат в основаната от Реза Пахлави шахска работилница „Емогли“, която се слави със своето производство. Един от тези килими е поднесен от Иран като подарък за ООН и се намира във фоайето на сградата на организацията.[53]
- Кашан е най-старият център за производството на килими в централен Иран. От векове е известен с производството на коприна и копринени килими. Традицията се възражда в края на 19 век. Кашанските килими обикновено имат поле с червен цвят или с цвят на слонова кост и много фино изработен централен медальон. Килимарското изкуство на Кашан е включено в списъка на нематериалното наследство на ЮНЕСКО. [2]
- Исфахан, Наин и Кум възстановяват производството на килими около средата на 20 век. Най-фините килими са или изцяло от коприна, или с памучна основа и копринен мъх и се изработват с асиметричен възел. Дизайнът често възпроизвежда сефевидския стил. Килимите от Наин и Кум имат богато украсени медальони и са с нежни цветове (светлосиньо, слонова кост). За килимите от Исфахан се използват по-тъмни червен и син цвят.

## Параметри на качеството
Истинският персийски килим се изработва ръчно, а мъхестата му повърхност се получава чрез връзване на влакна към основата. Една от основните характеристики на този вид килими е плътността на възлите. При даден вид прежда колкото е по-голям броят на възлите на единица площ, толкова по-прецизно е изпълнението на художествената украса и по-издръжлив на износване е самият килим.
Плътността на възлите е параметър, различен от плътността на килима. Един килим може да бъде много плътен, макар и с малък брой възли, ако преждата е дебела. Дебелината на преждата определя и най-малкия размер на възела, който може да се постигне. Дребните възълчета са предимство, когато се изработват наситени с декоративни елементи килими. Висококачествените килими се правят от фина вълна и коприна.
При оценяване на килими се взема предвид географския им произход, като по този начин се отчитат тъкаческите традиции и наличието на опитни килимари. Качественото изработване на дизайна зависи от целия процес на тъкане. Важно е еднаквото опъване на нишките на основата, правилното натягането на вътъка, равномерното уплътняване на редовете с гребена. При неспазване на тези изисквания килимът може да загуби правилната си форма – правоъгълна или кръгла, централният медальон да се деформира, а по-дребните елементи на украсата да се разместят. Важно значение има и височината на мъха. Мъхът трябва да е достатъчно ниско отрязан, за да не се губи отчетливостта на рисунката.
Цената на персийските килими се определя на само от техническите параметри, но и от художествените им достоинства.
В Иран килимът е задължителен атрибут на интериора. Килимите се разглеждат като инвестиция, предават се по наследство и колкото е по-стар килимът, толкова е по-ценѐн. Подобряването на качеството при продължителна употреба е свързано с износването на мъха, при което горната, видима повърхност се доближава до корените на възлите. Като резултат рисунката става по-контрастна, а цветовете по-ясни.
До средата на 20 век търговците са доработвали килимите, като ги хвърлили на земята пред магазините си, под краката на хилядите минаващи хора. Качествените килими след тази процедура са ставали още по-хубави – влакънцата на мъха се разбивали на тънки нишки и килимът ставал по-пухкав, по-мек и по-пластичен. Ръчните персийски килими не се късат и не избеляват след подобно третиране. Днес тази обработка се прави на специални установки и докато при старинния начин килимите трябва да лежат на земята до 3 месеца, със съвременната техника резултатът се получава само за един час.